# Elaeoluma
Elaeoluma es un género con cuatro especies de plantas  perteneciente a la familia de las sapotáceas. Es originario del centro y sur de América tropical.

## Especies
- Elaeoluma crispa
- Elaeoluma glabrescens
- Elaeoluma nuda
- Elaeoluma schomburgkiana